# Lytrophila panarga
Lytrophila panarga är en fjärilsart som beskrevs av Edward Meyrick 1913. Lytrophila panarga ingår i släktet Lytrophila och familjen säckspinnare. Inga underarter finns listade i Catalogue of Life.